# Pablo Gil
Pablo Gil Sarrión (ur. 8 października 1988 w Murcji) – hiszpański piłkarz, występujący na pozycji obrońcy w Mérida AD.